# Lễ Hạ điền
Lễ Hạ điền là một lễ hội truyền thống mang tính đặc trưng của xã hội nông nghiệp ở một số nước châu Á, đặc biệt là ở Trung Quốc, Việt Nam, Campuchia, Thái Lan... Đây là một dịp lễ quan trọng để cúng tế và tôn vinh các thần linh đem lại bội thu mùa màng, bao gồm cả Thần Nông - vị thần của nông nghiệp. Tại lễ Hạ điền, người ta cầu nguyện cho một mùa vụ thuận lợi với mưa thuận gió hòa, con người khỏe mạnh, thạo việc và hạnh phúc. Chữ "Hạ" trong tên lễ hội có nghĩa là bước xuống ruộng, bắt đầu một vụ mùa mới.
Lễ Hạ điền gồm lễ cúng và lễ hội, thay đổi tùy theo quốc gia và khu vực. Lưu ý là Lễ Hạ điền khác với lễ Kỳ Yên, Lễ tịch điền dù nhiều hơi hay gom lại để tổ chức chung.